# くろだ荘の宴
『くろだ荘の宴』（くろだそうのうたげ）は、関西テレビほかで放送されていたメッセンジャー黒田司会のトークバラエティ番組。全12回。製作局の関西テレビでは2007年1月から同年3月26日まで、毎週月曜 24:35 - 25:05に放送。

## 概要
メッセンジャー黒田が、ゲストの芸能人と旬の料理をテーマにトークを繰り広げていた深夜番組。スタジオセットはアパートの一室を模してあり、黒田らが鍋をつつきながら番組を進行していた。
番組後半では「昆布トーク」と題し、昆布形のカードに書かれたネタをもとにさらにトークを展開する。

## 出演者

### レギュラー
- メッセンジャー黒田
- 小出水（シャンプーハット）
- てつじ（シャンプーハット）
- 山本悠美子（関西テレビアナウンサー）

### 準レギュラー
- 高橋茂雄（サバンナ）
- ケンドーコバヤシ

### ゲスト
- 未知やすえ、小籔千豊、末成由美
- 豊田康雄、岡本栄、山本浩之
- ハリセンボン
- 小林恵美、小島くるみ
- 川島なお美
- 藤本景子、山本悠美子、杉本なつみ
- 桂ざこば
- 大久保麻梨子、アジアン
- フットボールアワー後藤、ロザン宇治原、ジャンクション、たむらけんじ、安藤絵里菜、鈴木豊美

## スタッフ
- 構成：やまだともカズ、藤田雄一
- フードコーディネーター：山口まさみ
- TD：西村武純（KTV）
- カメラ：鈴木智雄（KTV）
- VE：ウエストワン
- 音声：宮島雅俊（KTV）
- 照明：金子宗央（KTV）
- 編集：岡元裕次
- MA・効果：坂井信行
- 美術制作：岡崎忠司（KTV）
- デザイン：山本直人
- 美術進行：建部英毅（通称：ヒデキング☆）
- 大道具：小林次郎
- 装飾：森仁美
- 特殊効果：和田剛
- メイク：パウダー
- 題字：河合立史
- 編成：和田由美（KTV）
- 広報：梅垣陽介（KTV）
- AD：高原礼子（KTV）、初島誠治（遊写）
- ディレクター：津田真吾（エキスプレスCR）、杉浦圭太（遊写）
- 演出：近藤兵衛（KTV）
- プロデューサー：谷口俊哉（KTV）
- スタッフ協力：エキスプレスCR、遊写、イングス、戯音工房
- 制作著作：関西テレビ

## コーナー
ミッドナイトTODAY
ニュース番組のセットで山本悠美子が1つニュースを読み上げ、最後に個人的な一言を付け加える。この番組の中で唯一毎週行われていたコーナーでもある。また、山本がスタジオゲストを務める際には、岡本栄（当時関西テレビアナウンサー）が代役を務めた。
黒田の手料理
セットの中のキッチンで、黒田が簡単な料理をする。最近はゲストと作ることが多い。
真夜中のグルメ手帳
シャンプーハット小出水とお腹を空かせた美女（ペッコリーナ）と共に、真夜中でも開いている料理店で食事する。小出水の妄想的なエロネタが受け、番組内での放送時間が徐々に伸びていった。

## 放送局
| 放送対象地域 | 放送局       | 系列           | 放送日時                                             | 備考                                |
| ------------ | ------------ | -------------- | ---------------------------------------------------- | ----------------------------------- |
| 近畿広域圏   | 関西テレビ   | フジテレビ系列 | 月曜 24:35 - 25:05 （2007年1月8日 - 2007年3月26日）  | 製作局 第1回目は24:50 - 25:20に放送 |
| 福岡県       | テレビ西日本 | フジテレビ系列 | 水曜 27:45 - 28:15                                   |                                     |
| 日本全域     | BSフジ       | BSデジタル放送 | 土曜 13:30 - 14:00 （2007年1月13日 - 2007年3月31日） | 6日遅れ                             |

## 備考
BSフジでの放送時間中、関西地区では同じくメッセンジャー黒田司会の『プライスバラエティ ナンボDEなんぼ』が放送されており、うち25分間はバッティングしていた。また、関西テレビで1月22日深夜に放送された分には山本浩之（当時関西テレビアナウンサー）も出演していたため、BSフジでも1月27日に放送の際には『ナンボDEなんぼ』の司会者2人が25分間バッティングしていた。